# 石淙鎮
石淙鎮，是中國浙江省湖州市中华人民共和国浙江省湖州市南浔区下屬的一個鎮，位於南潯區中部。該鎮地處杭嘉湖平原中部，位於湖州東南約22.5公里處，東與雙林鎮莫蓉、善璉鎮交界，南連千金鎮，西與菱湖鎮新溪相連，北接和孚鎮重兆。全鎮共有7個行政村，108個自然村，區域面積為25平方公里，總人口1.64万人。

## 行政区划
石淙镇下辖以下地区：
镇西社区、南坝村、花园湾村、羊河坝村、银子桥村、姚家坝村、石淙村和镇西村。

## 旅遊
- 含山蠶花
- 太君廟